# Mons Piton
Der Mons Piton ist ein Inselberg auf dem Mond. 
Der Name leitet sich von der französischen Bezeichnung für „Berggipfel“ ab. In den Dokumenten der IAU wird der Name von einem Berg namens Piton auf den „Teneriffa-Inseln“ abgeleitet. Dabei handelt es sich um eine Verwechslung. Der Name wurde ursprünglich 1864  von dem englischen Astronomen John Lee eingeführt, der den Gipfel zu den Montes Teneriffe zählte. Der Name selbst ist generisch, ähnlich dem von Johann Hieronymus Schroeter benannten Mons Pico (hier unter Verwendung des spanischen Wortes für „Gipfel“).
Mons Piton hat an der Basis einen Durchmesser von rund 25 km und ragt aus dem Mare Imbrium, zwischen den Montes Alpes und den Montes Apenninus.
| Buchstabe | Position          | Durchmesser | Link |
| --------- | ----------------- | ----------- | ---- |
| A         | 39,83° N, 0,95° W | 5 km        |      |
| B         | 39,35° N, 0,16° W | 5 km        |      |